# Woldsche Zerlegung
Die Woldsche Zerlegung bezeichnet eine spezielle Zerlegung in der Zeitreihenanalyse, einem Teilgebiet der mathematischen Statistik. 

## Hauptteil
Die Zerlegung ist nach Herman Wold benannt, der 1938 zeigte, dass die Zufallsvariablen {\displaystyle x_{t}}  eines zeitdiskreten kovarianzstationären, nicht-deterministischen stochastischen Prozesses in zwei Teile zerlegt werden können:
- in einen deterministischen Anteil {\displaystyle \mu _{t}} und
- in einen rein nicht-deterministischen Anteil, der durch Glättung von Zufallsvariablen {\displaystyle u_{t}} entsteht. Insgesamt:

{\displaystyle x_{t}=\mu _{t}+\sum _{j=0}^{\infty }\psi _{j}u_{t-j}}
Die Zufallsvariablen {\displaystyle u_{t}} haben den Erwartungswert null und eine konstante Varianz und sind paarweise unkorreliert: 
{\displaystyle \operatorname {E} (u_{t})=0} und  {\displaystyle \operatorname {E} (u_{t}u_{s})={\begin{cases}\sigma ^{2}&\mathrm {f{\ddot {u}}r} \quad t=s\\0&{\text{sonst}}\end{cases}}}
Die Glättungsfolge der {\displaystyle \psi _{j}} ist 
- möglicherweise unendlich lang (kann aber auch endlich sein)
- quadratsummabel: {\displaystyle \sum _{j=0}^{\infty }|\psi _{j}|^{2}<\infty }
- „kausal“ (es gibt keine Terme {\displaystyle j<0})
- die {\displaystyle \psi _{j}} sind konstant (also unabhängig von der Zeit {\displaystyle t})

Üblicherweise wird gesetzt:
{\displaystyle \psi _{0}=1}
Der rein-nicht-deterministische Anteil {\displaystyle (u_{t})}  wird auch weißes Rauschen genannt. Eine lineare deterministische Komponente wie {\displaystyle \mu _{t}} kann aufgrund ihrer eigenen vergangenen Werte perfekt vorhergesagt werden (kann aber auch Zufallselemente enthalten). Der deterministische Teil kann einen zeitlich konstanten Mittelwert haben, umfasst aber auch zum Beispiel periodische, polynomiale oder exponentielle Folgen in den Zeitpunkten {\displaystyle t}. 
Die geforderte quadratische Konvergenz der Reihe der {\displaystyle \psi _{j}} garantiert die Existenz der zweiten Momente des Prozesses. Für die Gültigkeit dieser Zerlegung müssen keine Verteilungsannahmen getroffen werden und {\displaystyle u_{t}} muss nicht unabhängig sein; es genügt Unkorreliertheit.
Für den Erwartungswert erhält man
{\displaystyle \operatorname {E} (x_{t}-\mu _{t})=\operatorname {E} \left(\sum _{j=0}^{\infty }\psi _{j}u_{t-j}\right)=\sum _{j=0}^{\infty }\psi _{j}\operatorname {E} (u_{t-j})=0}
das heißt, es gilt:
{\displaystyle \operatorname {E} (x_{t})=\mu _{t}}
Die Varianz berechnet sich folgendermaßen:
{\displaystyle \operatorname {V} (x_{t})=\operatorname {E} [(x_{t}-\mu _{t})^{2}]=\operatorname {E} [(u_{t}+\psi _{1}u_{t-1}+\psi _{2}u_{t-2}+\cdots )^{2}]}
Wegen {\displaystyle \operatorname {E} (u_{t}u_{t-j})=0} für{\displaystyle j\neq 0} vereinfacht sich dieser Ausdruck zu
{\displaystyle \operatorname {V} (x_{t})=\operatorname {E} (u_{t}^{2})+\psi _{1}^{2}\operatorname {E} (u_{t-1}^{2})+\psi _{2}^{2}\operatorname {E} (u_{t-2}^{2})+\cdots =\sigma ^{2}\sum _{j=0}^{\infty }\psi _{j}^{2}}
Die Varianz ist somit endlich und zeitunabhängig. Entsprechend erhält man mit {\displaystyle \tau >0} die Autokovarianzen
{\displaystyle {\begin{aligned}&{}\qquad \operatorname {Cov} (x_{t},x_{t+\tau })=\operatorname {E} [(x_{t}-\mu _{t})(x_{t+\tau }-\mu _{t+\tau })]\\&=\operatorname {E} \left[(u_{t}+\psi _{1}u_{t-1}+\cdots +\psi _{\tau }u_{t-\tau }+\psi _{\tau +1}u_{t-\tau -1}+\cdots )\right.\\&{}\qquad \qquad \left.(u_{t+\tau }+\psi _{1}u_{t+\tau -1}+\cdots +\psi _{\tau }u_{t}+\psi _{\tau +1}u_{t-1}+\cdots )\right]\\&=\sigma ^{2}(\psi _{\tau }+\psi _{1}\psi _{\tau +1}+\psi _{2}\psi _{\tau +2}+\cdots )\\&=\sigma ^{2}\sum _{j=0}^{\infty }\psi _{j}\psi _{\tau +j}<\infty \end{aligned}}}
mit {\displaystyle \psi _{0}=1}. Man sieht, dass die Autokovarianzen nur eine Funktion der Zeitdifferenz {\displaystyle \tau } sind. Somit sind alle Bedingungen für die Kovarianzstationarität erfüllt. Die Autokorrelationsfunktion lässt sich wie folgt schreiben:
{\displaystyle \rho (\tau )={\frac {\sum _{j=0}^{\infty }\psi _{j}\psi _{\tau +j}}{\sum _{j=0}^{\infty }\psi _{j}^{2}}}{\text{ mit }}\tau =1,2,3,\dots }
Beispielsweise lassen sich ARMA-Modelle in die Woldsche Darstellung bringen. Diese Darstellung ist eher von theoretischem Interesse, denn in praktischen Anwendungen sind Modelle mit unendlich vielen Parametern unbrauchbar.

## Wold-Zerlegung in der Funktionalanalysis
Es gibt auch eine Wold’sche Zerlegung in der Funktionalanalysis, siehe Shiftoperator.